# بيل ليندساي
بيل ليندساي (بالإنجليزية: Bill Lindsey)‏ هو لاعب كرة قاعدة أمريكي، ولد في 12 أبريل 1920 في جزيرة ستاتن في الولايات المتحدة.

## وصلات خارجية
- بيل ليندساي على موقعبيزبول رفرنس.كوم (الدوري الرئيسي) (الإنجليزية)
- بيل ليندساي على موقعبيزبول رفرنس.كوم (الدوري الثانوي) (الإنجليزية)